# Волох, Олег Антонович
Олег Антонович Волох (бел. Алег Антонавіч Волах; род. 8 апреля 1942, Сеймчан, Магаданская область) — советский футболист, нападающий, полузащитник; советский и белорусский тренер. Мастер спорта СССР (1967).

## Биография
Родился в Сеймчане Хабаровского края (ныне — Магаданская область). Родители Антон Андреевич Волох и Клавдия Даниловна Денисова познакомились в Сеймчане, приехав туда в 1939 году по комсомольской путёвке. Отец работал управляющим банком, мать главным бухгалтером, семья была довольно обеспеченной.
После войны семья переехала на Западную Украину; жила в Заболотове, Коломые, затем — в Станиславе. Воспитанник футбольной школы города Коломыя. Во время учёбы в школе занимался также боксом, волейболом, баскетболом, плаванием, велоспортом, акробатикой. В старших классах подрабатывал учителем физкультуры. Обучаясь в 10 классе, в 1960 году отыграл полгода в станиславском «Спартаке» в классе «Б». Затем поступил во Львовский институт физкультуры, в 1961—1962 годах играл за предшественник «Карпат» — «Сельмаш» в первенстве области на позиции полузащитника и нападающего. Свободно говорил на польском, на украинском и на русском языках.
В конце 1962 года Волох присоединился к родителям, которые в 1960 году были переведены по службе в Алма-Ату. В 1963 году играл за АДК, в конце года перешёл в созданный усть-каменогорский «Восток» в классе «Б». В 1966 году перешёл в «Кайрат» Алма-Ата к тренировавшему ранее «Восток» Борису Ерковичу. После сезона 1968 года Волох уже написал заявление в ЦСКА, куда его звал Всеволод Бобров, но, по просьбе отца, родившегося в Крупском районе, перешёл в минское «Динамо». В 1971 году перешёл в клуб второй лиги «Спартак» Семипалатинск, где и завершил карьеру футболиста в командах мастеров в 1973 году.
В 1973—1976 годах был играющим тренером в команде первенства Белорусской ССР «Торпедо» Жодино. В 1977—1978 годах работал старшим тренером в команде второй лиги первенства СССР «Днепр» Могилёв. В 1978—1987 годах работал на тренерских должностях в семипалатинском «Спартаке». В 1987 году, после развода с первой женой, оказался в Бобруйске, где познакомился с будущей второй женой. В 1988—1990 годах работал тренером в минских СДЮШОР «Трудовые резервы» и «Луче».
В 1991 году стал главным тренером возрождённого «Шинника» Бобруйск, с которым проработал до 2000 года и в 2003—2015 годах.
Во второй половине сезона-2000 тренировал «AES-Елимай» Семипалатинск, подняв клуб с предпоследнего места на четвёртое в чемпионате Казахстана.
В 2001—2003 годах — главный тренер женской команды «Бобруйчанка». В 2004—2007 — главный тренер женской сборной Белоруссии.